# Без перьев
Без перьев (англ. Without Feathers) — сборник юмористических эссе и пьес Вуди Аллена, вышедший в издательстве Random House 12 мая 1975 года.
Книга в течение десяти недель входила в список бестселлеров The New York Times. В 2007 году Random House переиздали «Без перьев» вместе с двумя другими сборниками Аллена («Побочные эффекты» и «Сводя счёты») под общим названием «The Insanity Defense» (англ. Невменяемость).
В 2010 году сборник «Без перьев» был издан в виде аудиокниги, в которой Вуди Аллен сам прочитал свои произведения, «придав им свой нью-йоркский акцент».

## Описание
В сборник вошли эссе различных лет написания, а также две одноактовые пьесы — «Смерть» и «Бог». Некоторые из эссе были опубликованы ранее в таких изданиях как New Yorker, New Republic, Playboy, The New York Times в 1972—1975 годах.
Название сборника восходит к стихотворению Эмили Дикинсон «„Hope“ Is the Thing with Feathers» (англ. Надежда — штучка с перьями). Таким образом название «Без перьев» означает чувство безнадёжности. Однако, как отмечает Аннетт Вернблад, уже в первом эссе это чувство «сдувается»:

Как же ошибается Эмили Дикинсон! У надежды перьев не бывает. А вот мой племянник оперился — и теперь я вынужден везти его в Цюрих к психиатру.— В.Аллен «Из записных книжек»
Тем не менее Вернблад обращает внимание на то, что Аллен явно отошёл в этом сборнике от комедийного образа шлемиэля (несчастливого неудачника), которому традиционно присуща не только надежда, но и вера. В частности, Вернблад обращает внимание на то, как Аллен «играет даже с таким классическим примером веры, как готовность Авраама принести в жертву своего сына по велению Бога»:

И привел Авраам Исаака на место, и развёл костёр всесожжения, и приготовился принести сына своего в жертву, но в последнее мгновенье остановил Всевышний руку его и сказал Аврааму, говоря:

— Что ты делаешь, Авраам? Как тебе не стыдно?

И отвечал Ему Авраам:

— Но Ты же сам сказал, Господи…

— Мало ли что я сказал? Ты что, веришь всякой ерунде, которую тебе скажут во сне?— В.Аллен «Свитки Красного моря»
По мнению журнала Esquire, «Без перьев» является «самой смешной книгой из когда-либо написанных».

## Издания книги
На английском языке
- Allen W. Without Feathers. — Random House, 1975. — 210 с. — ISBN 978-0-394-49743-3.

На русском языке
- Аллен В. Без перьев. — М.: АСТ: Corpus, 2013. — 288 с. — ISBN 978-5-17-077723-5.